# Gangotrigletsjeren
Gangotrigletsjeren   er en gletsjer i distriktet Uttarkashi, i delstaten Uttarakhand i det nordlige  Indien, nær grænsen til Kina. Gletsjeren er  en af Gangesflodens kilder,  og er en af de største i Himalaya med et estimeret volumen på 27 kubikkilometer. Gletsjeren  er ca. 30 kilometer lang og to til fire km bred. Omkring den ligger bjerge i  Gangotri-massivet i Garhwal Himalaya, blandt dem Thalay Sagar.